# نووتیومنتسوو
نووتیومنتسوو (به لاتین: Novotyumentsevo) یک منطقهٔ مسکونی در روسیه است که در سرزمین آلتای واقع شده‌است.